# Gaetano Aloisi Masella
Gaetano Aloisi Masella (Pontecorvo, 30 september 1826 - Rome 22 november 1902) was een Italiaans geestelijke en kardinaal van de Rooms-Katholieke Kerk. Hij is de oom van kardinaal Benedetto Aloisi Masella.
Masella werd al op jonge leeftijd naar Napels gestuurd waar hij bij de paters barnabieten zijn lagere en middelbare school doorliep. Hij studeerde vervolgens theologie en filosofie aan het Pauselijk Romeins Seminarie, waar hij in beide disciplines promoveerde. Aan het Pauselijk Athenaeum San Apollinare en aan de door paus Pius IX gestichte Faculteit der beide Rechten, behaalde hij vervolgens nog een doctoraat in het canoniek recht.
Masella werd op 3 juni 1849 priester gewijd in de Sint-Jan van Lateranen. Meteen daarna trad hij in diplomatieke dienst van de Heilige Stoel. Zijn eerste post was als secretaris van de pauselijke nuntiatuur in Napels. Twee latere benoemingen brachten hem in Beieren en Frankrijk. In 1862 keerde hij terug naar Rome waar hij consultor voor diplomatieke aangelegenheden werd op het Staatssecretariaat en even later referendaris bij de Hoogste Rechtbank van de Apostolische Signatuur.
Paus Pius IX benoemde hem op 22 mei 1877 tot titulair aartsbisschop van Neocesarea in Ponto. Hij werd bisschop gewijd door kardinaal Alessandro Franchi in de kapel van het Pauselijk College . Meteen hierop werd hij als pauselijk nuntius naar Beieren gestuurd, waar hij een belangrijk aandeel had in het verbeteren van de positie van katholieken, die door de Kulturkampf aanzienlijk in de knel was geraakt. Twee jaar later werd hij nuntius in Portugal waar hij zich vooral sterk maakte voor het pauselijk primaat in zake bisschopsbenoemingen.
Paus Leo XIII creëerde Masella kardinaal-priester in het consistorie van 14 maart 1887. De San Tomasso in Parrione werd zijn titeklerk. Hij was vervolgens prefect van de Congregatie voor de Aflaten en Relieken en vervulde daarnaast nog allerlei andere hoge Curie-functies, waaronder die van prefect van de Congregatie voor de Riten. De kardinaal overleed onverwacht. Hij werd dood aangetroffen achter zijn schrijftafel, met de pen in de aanslag. Hij werd begraven in het familiegraf in Pontecorvo, waar een uitbundig praalgraf zijn stoffelijk overschot overdekt.
- Gemeinsame Normdatei: 132958422
- International Standard Name Identifier: 0000 0000 1943 5849
- Istituto Centrale per il Catalogo Unico: RMRV011831
- SNAC: w63f7h8p
- Système universitaire de documentation: 173111297
- Virtual International Authority File: 52863574
- WorldCat: E39PBJB8qfmxM7qPvKm6TP4g8C